# Eric B. & Rakim
Eric B. & Rakim sono un duo musicale hip hop statunitense della East Coast popolari negli anni ottanta.

## Storia del gruppo

### Inizi ePaid in Full(1985-1987)
Il duo si incontrò nel 1985 quando Eric lavorava presso la stazione radio di New York, WBLS. L'anno successivo pubblicano il loro primo demo Eric B. Is President. Tra il 1986 e il 1987 lavorano all'album di esordio Paid in Full, pubblicato il 7 luglio 1987 da un'etichetta sussidiaria della Island Records, la 4th & B'way Records. L'album è ricordato oggi come un pilastro della Golden age hip hop, influenzando sensibilmente il genere, soprattutto grazie allo stile di Rakim - caratterizzato da un uso pioneristico di rime interne, che alzarono lo standard lirico del genere -, e dai campionamenti di Eric B. A oggi l'album ha venduto più di un milione di copie.

### Follow the LeadereLet the Rhythm Hit 'Em(1988-1991)
Segue un anno dopo Follow the Leader, e i singoli di successo come Move the Crowd o Follow the Leader.
Nel 1992, dopo aver pubblicato il quarto album Don't Sweat the Technique, il duo si sciolse e i due continuano la loro carriera ma da solisti: Rakim con la MCA realizza il singolo Heat It Up (1993), mentre Eric B. fonda l'etichetta 95th Street Records nel 1995.

## Formazione
- Eric B. – giradischi, campionatore
- Rakim – rapping

## Discografia

### Album in studio
- 1987 – Paid in Full
- 1988 – Follow the Leader
- 1990 – Let the Rhythm Hit 'Em
- 1992 – Don't Sweat the Technique

### Raccolte
- 2001 – 20th Century Masters - The Millennium Collection: The Best of Eric B. & Rakim
- 2003 – Classic
- 2005 – Gold
- 2008 – Repaid in Full: The Paid in Full Remixed
- 2010 – Rarities Edition: Paid in Full

### Singoli
- 1986 – Eric B. Is President
- 1987 – I Ain't No Joke
- 1987 – I Know You Got Soul
- 1988 – Move the Crowd
- 1988 – Paid in Full
- 1988 – AS the Rhyme Goes On
- 1988 – Follow the Leader
- 1988 – Microphone Fiend
- 1989 – The R
- 1990 – In the Ghetto
- 1990 – Let the Rhythm Hit 'Em
- 1991 – Mahogany
- 1991 – What's on Your Mind
- 1992 – Don't Sweat the Technique
- 1992 – Casualties of War
- 1993 – Juice (Know the Ledge)